# Полыгалов, Игорь Юрьевич
И́горь Ю́рьевич Полыга́лов (род. 21 октября 1986, Пермь) — российский хоккеист, нападающий.

## Карьера
Воспитанник пермского хоккея. Начал карьеру в 2004 году в составе пермского «Молота-Прикамье», выступая до этого за его фарм-клуб. В дебютном сезоне провёл на площадке один матч, в котором отметился заброшенной шайбой, в следующем сезоне записал на свой счёт 4 (4+0) очка в 23 проведённых матчах. В сезоне 2005/06 закрепился в основном составе, набрав 9 (4+5) очков в 50 матчах. Перед стартом нового сезона подписал контракт с череповецкой «Северсталью», в составе которой в первый год набрал 7 (4+3) очков в 33 играх. В следующем сезоне в 33 матчах набрал три (1+2) очка, поэтому 1 мая 2008 года руководство клуба приняло решение расстаться с игроком, после чего Полыгалов заключил соглашение с московским «Спартаком». Уже после пяти проведённых матчей был обменян в нижнекамский «Нефтехимик», где за оставшуюся часть сезона записал на свой счёт 15 (5+10) результативных баллов в 43 матчах. В сезоне 2009/10 стал одним из лидеров клуба, в 60 проведённых матчах набрав 28 (14+14) очков. В следующем сезоне набрал 25 (15+10) балла в 54 играх.

## Статистика
| Легенда | Легенда                    | Легенда | Легенда                   | Легенда | Легенда    |
| ------- | -------------------------- | ------- | ------------------------- | ------- | ---------- |
| И       | Количество проведённых игр | Штр     | Штрафное время            | +/−     | Плюс-минус |
| Г       | Голы                       | П       | Голевые передачи          | О       | Очки       |
| -       | Статистика неизвестна      | —       | Статистика не учитывалась |         |            |

### Клубная карьера
- a В этом сезоне в «Плей-офф» учитывается статистика игрока в Кубке Надежды.